# Jårg Geismar
Jårg Geismar (* 19. Januar 1958 in Burgsvik, Gotland, Schweden; † 26. Februar 2019 in Essen) war ein deutscher Künstler. Er lebte und arbeitete in Düsseldorf. 

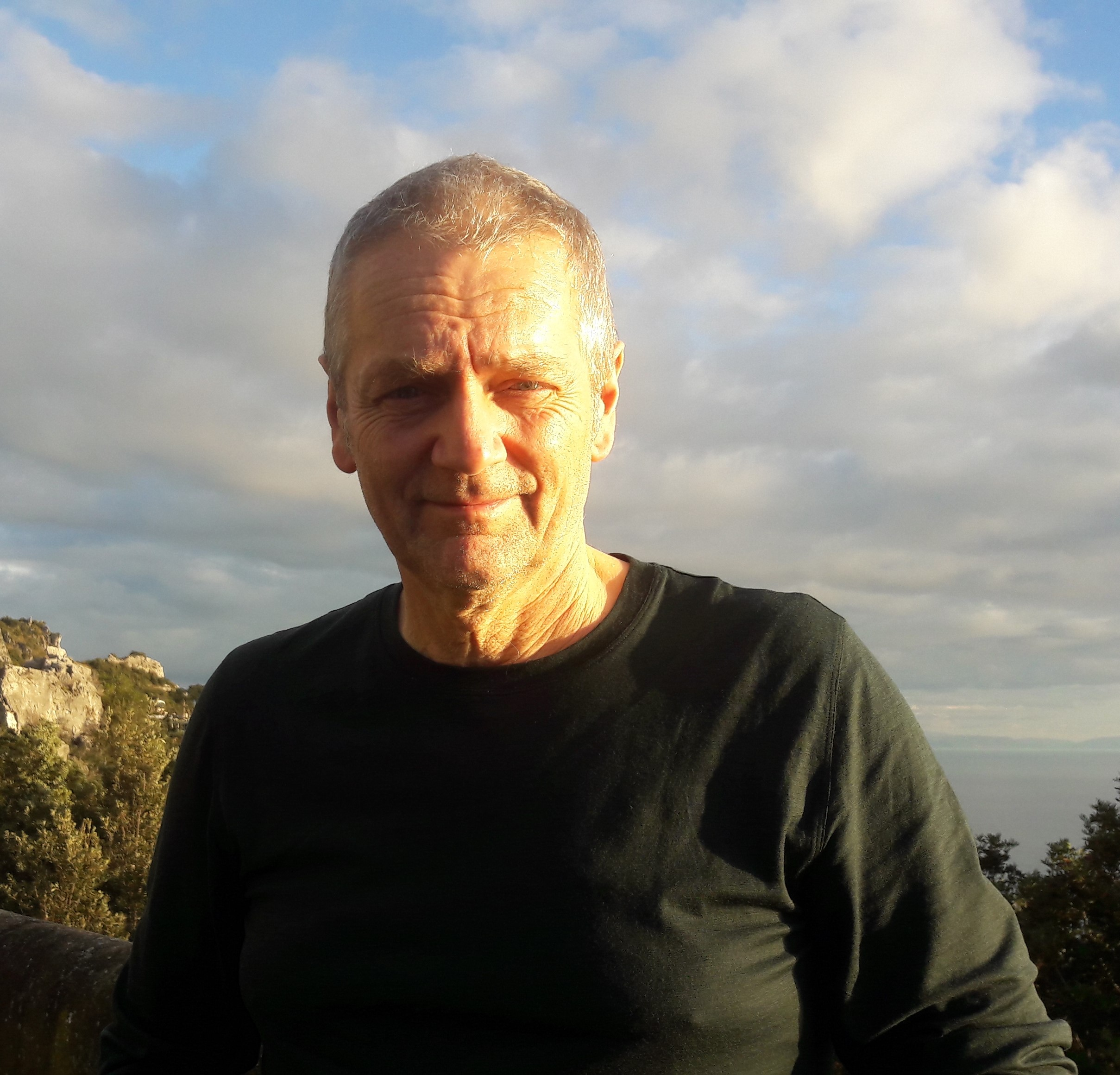
Portrait Jårg Geismar, 2018

## Leben
Jårg Geismar studierte von 1979 bis 1980 an der Justus-Liebig-Universität Gießen und an der Ruhr-Universität Bochum. Sein Interesse galt den Themen Animation, Zeichnung, Psychologie und Soziologie. Von 1980 bis 1986 studierte er an der Kunstakademie Düsseldorf bei Fritz Schwegler und Irmin Kamp. In den folgenden Jahren von 1986 bis 1988 studierte er an der New school of Social Research und an der Parsons School of Design in New York City. Seine Lehrer waren u. a. Richard van Buren und Ronald Bladen. Seine Hauptarbeitsgebiete in New York waren Freie Kunst, Kunstgeschichte und Architektur mit dem Abschluss MFA (Master of Fine Arts).
Bereits 1985 gründete er A.T.W. – Around the world(30) – ein globales Forum für interdisziplinären Austausch. Seitdem hat er international an zahlreichen Projekten und Symposien gemeinsam mit Autoren, Wissenschaftlern, Künstlern, Tänzern und Musikern gearbeitet. Seit 1995 ist er Dozent und Gastprofessor an verschiedenen Akademien und Kunstschulen in Europa, Asien und den Vereinigten Staaten.

## Werk
Die Arbeiten von Jårg Geismar reichen von der Malerei über Rauminstallationen, Videokunst bis zu Kooperationsprojekten mit Künstlern unterschiedlicher Bereiche. Für ihn sind alle Materialien und Objekte verwendbar, um aus ihnen Kunst zu machen.
„Neue Bedeutungen offenbaren sich in Alltagsobjekten von Zellophan und Durchschlagpapier über Schlüssel und Matratzen bis hin zu Draht und Kordel. Auf völlig außergewöhnliche Art und Weise lernen wir das Gewöhnliche neu kennen...Den Arbeiten Geismars liegt eine sehr bodenständige „Do-it-yourself“-Ästhetik zugrunde – ein eleganter Sinn für die Vergänglichkeit der Dinge, sehr erfrischend in einer von Geld, glänzendem Prunk und anderen materialistischen Klunker bestimmten Gegenwart. .. Geismars Bemühungen sind eng verwandt mit denen eines Jasper Johns, nach dem Motto: nehme einen Gegenstand, verändere ihn, verändere ihn noch einmal, und dann mache etwas anderes daraus.“ Kenny Schachter in „The Red Line“. (1a)

## Auszeichnungen (Auswahl)
- 1986 DAAD-Stipendium für New York
- 1987 Artist Space, Grant, New York, USA
- 1990 Stiftung Kunstfonds, Bonn e. V., Deutschland
- 1990 Merit of Excellence, Kansai Science City, Japan (zusammen mit Holger Drees)
- 1993 Fondation Cartier Stipendium, Paris, Frankreich
- 1996 Stiftung Künstlerdorf Schöppingen, Deutschland
- 1997/98 IASPIS-Stipendium, Stockholm, Schweden (36)
- 2000 AIAV-Stipendium, Akiyoshidai, Japan (6)
- 2001 Atelier d' Artists Stipendium, Marseille, Frankreich
- 2010 Vrije Academy Stipendium Den Haag, Niederlande

## Einzelausstellungen (Auswahl)
- 2019 “sky is no limit” with Jårg Geismar and Momcilo Gulup, one on one exhibition, Museum of Fine Art Split, Croatia, catalogue[2]
- 2018 "FLY ME TO THE MOON", Ruttkowski68 Gallery, Cologne, Germany, catalogue[3]
- 2018 "fairytales", Gallery Ravne, Slovenia[4]
- 2018 "COME CLOSER2, Nässjö Konsthall", Sweden[5]
- 2016 "Hidden Agenda", POP;68, Cologne, Germany
- 2015 "Delights", Gallery Fagerstedt, Stockholm, Sweden
- 2015 „Piccolo Cinema“, Leyer-Pritzkow Ausstellungen, Düsseldorf
- 2014 "feeling my own blood",Jiri Svestka Gallery, Berlin, Germany
- 2014 "once upon a dream", TZR Gallery Kai Brückner, Dusseldorf, Germany
- 2014 "tongue in face", C&H art space, Amsterdam, Netherlands
- 2012 "Life in a bottle", TZR Gallery Kai Brückner, Dusseldorf, Germany
- 2011 "ESSENCE", C&H art space, Amsterdam, Netherlands, catalogue
- 2011 "unpredictable", The Gallery of Fine Arts, Slovenj Gradec, Slovenia, catalogue
- 2009 „Aquarium“, Japanisch-Deutsches Zentrum Berlin
- 2009 "COME CLOSER", AUDI FORUM TOKYO, Tokyo, catalogue
- 2008 "with love from…", Gallery HAM, Nagoya, Japan
- 2007 "nothing fits, everything goes", Jiri Svestka Gallery, Prague, Czech Republic
- 2007 "Phantasy", TZR Gallery Kai Brückner, Dusseldorf, catalogue
- 2005 "by feet”, 7hours, Haus 19, Berlin, Germany, catalogue
- 2004 "DAYDREAMING", Jiri Svestka Gallery, Prague, Czech Republic
- 2003 "THE OPTIMISTS", Liljevalchs Konsthall, Stockholm, Sweden, catalogue
- 2002 „Stille“, Märkisches Museum (Berlin), Berlin
- 2002 "Without you",L.A.Gallery Lothar Albrecht, Frankfurt
- 2002 „Jag är född här och min far dog här“ BAC Baltic Art Center, Visby, Schweden
- 2000 „We meet in:::“, The Prefectural Yamaguchi Art Museum, Yamaguchi, und AIAV, Yamaguchi, Japan
- 1999 „Future in Mind“ Nationalgalerie Bangkok, Thailand
- 1998 „Low Budget“ Kunsthallen Göteborg, Schweden; 1997 auch Kunsthalle zu Kiel, Kiel, Deutschland
- 1994 „Public Copyright“, Kunstverein für die Rheinlande und Westfalen, Düsseldorf

## Gruppenausstellungen (Auswahl)
- 2022 OUR FRIENDS, Adolf Bierbrauer, Stefan Demary, Hans-Jörg Holubitschka, Jårg Geismar, Martin Leyer-Pritzkow Ausstellungen, Düsseldorf
- 2022 Alternative! Kazuko Koike Exhibition-Towards Another Way of Art and Design, 3331 Art Chiyoda, Tokyo, Japan
- 2021 THE DREAM OF THE FISHERMAN’S WIFE (LE RÊVE DE LA FEMME DU PÊCHEUR), Ruttkowski;68 Gallery, Paris, France. Kurator Steven Pollock mit Hans Bellmer, Kitty Brophy, Robert Crumb, Sante D’Orazio, Jårg Geismar, Kent Monkman, Marieli Fröhlich, Matthew Collings, Robert Hawkins, Bjarne Melgaard, Pierre Molinier, Carlos Pazos, Vilte Fuller, Philomène Amougou, Lily Lewis, Sophy Rickett, Larry Rivers, Marie Sauvage, Penny Slinger, Andy Warhol, Bruce Weber, Cicciolina Ilona Staller, Hokusai
- 2021 “Mixed Pickles9”, Ruttkowski;68 Gallery, pop up space, Munich, Germany
- 2020 SAGACHO EXHIBITION SPACE – Fixed-Point Observation of Contemporary Art, The Museum Modern Art, Gunma, Japan, catalogue
- 2020 "Mixed Pickles 8", Gallery Weekend Berlin, Ruttkowski;68 Gallery, Berlin, Germany
- 2019 “Mixed Pickles8” Ruttkowski;68 Gallery, in Cologne and Berlin, Germany
- 2019 “follow me or don’t” Jårg Geismar, Jan Kotík, Kristina Fingerland, Jiri Svestka Gallery, Prague,  Czech Republic
- 2015 “L'ACCROCHAGE”, Jiri Svestka Gallery, Berlin
- 2014 “20 years Collection MAC”, MAC Contemporary Art Museum Marseille, Marseille, France

“Observations”, Gallery Fagerstedt, Stockholm
- 2013 „LE PONT“ MAC, Contemporary Art Museum Marseille und Kulturhauptstadt Europas Marseille-Provence, Marseille, Frankreich Kurator: Thierry Ollat; u. a. mit Marina Abramović, Absalon, Vito Acconci, Denis Adams, Francis Alÿs, Jean-Michel Basquiat, Chen Zhen, Marlene Dumas, Jimmie Durham, Peter Friedel, Felix Gonzales -Torres, Mona Hatoum, Douglas Gordon, Pierre Huyghe, Alfredo Jaar, Ilja Kabakow, Emilia Kabakow, William Kentridge, Kimsooja, Roman Ondak, Gabriel Orozco, Adrian Paci, Dan Perjovschi, Anri Sale, Yinka Shonibare, Andy Warhol, Fiona Tan, Beat Streuli, László Moholy-Nagy, Barthelemy Toguo, Guido van der Werve (38)
- 2013 „THE COLLECTOR“, Kunstmuseum Uppsala, Schweden Kuratoren: Elisabeth Fagerstedt und Åsa Thornlund, u. a. mit Magnus Bärtås, Annika Erikson, Hyun-Jin Kwak, Charles LaBelle, Matts Leiderstam (c) (13)
- 2008 „ITCA Triennale“, The National Gallery Prag, Tsechische Republik Kurator: Hiroshi Minamishima (c) (14)
- 2007 „T/raum(a)*68“, 2007, Hallen Belfort, Brugge,Belgium; Kuratoren: Michel de Wilde, Stef van Bellingen; u. a. mit Marcel Broodthaers, Jeff Cornelis, Daniel Dewale, Jef Geys, Felix Gmelin, Pablo Lafuente, Gianni Motti, Erwin Wurm, in Video-DVD u. a. mit Interviews mit Harun Farocki, Jan Debbaut, Christian Heise, Ben Borthwick, Iwona Blazwick, Hans Ulrich Obrist, Julie Espeel, Ugo Dossi. (15) (c)
- 2007 „Attitude 2007“, CAMK Contemporary Art Museum Kumamoto, Kumamoto, Japan; Kurator Hiroshi Minamishima; u. a. mit Nobuyoshi Araki, Boris Mikhailov, Leonid Sokov, Rasa Todosijevic, Judy Chicago, Miwa Yanagi, Zbigniew Liberia. (16)(c)
- 2007 „Die Kunst des Sammelns“, Museum Kunstpalast, Düsseldorf (c)
- 2006 „Klasse Kamp 1974–2006“, Kunsthalle Düsseldorf, u. a. mit Christoph Büchel, Luka Fineisen, Maik und Dirk Löbbert, Dieter Lennartz, Heike Pallanca, Takashi Kuribayashi, Birgit Werres, Axel Lieber u. a.(17) (c)
- 2005 „Daumenkino“, Kunsthalle Düsseldorf und Foto Museum Provincie Antwerpen, Belgien (2006) Kurator: Daniel Gethmann / Christoph Schulz; mit 110 internationalen Künstlern, (18) (c)
- 2004 „Conceptual Clothing“, Musashino Library Museum und Kirishima Open Air Museum, Japan (2005), Kurator: Kazuko Koike ;u a. mit Yayoi Kusama, Issey Miyake, Yasumasa Morimura, Lucy Orta, Kosuke Tsumura (c) (19)
- 2002 „Transfer“ Bildmuseum Umea, Schweden, Kurator Jan-Erik Lundström, u. a. mit Batholomeo Togue, Annee Olofsson, Ingrid Falk & Gustavo Aguerre.
- 2001 „Biennale Tirana. Escape 1“, Tirana, Albanien, Kurator: Jan-Erik Lundström (20) (c)
- 2001 „Kabinett der Zeichnung“ Kunstverein für die Rheinlande und Westfalen, Düsseldorf, Kunstverein Lingen Kunsthalle, Kunstsammlungen Chemnitz, Kunstverein Stuttgart, (21) (c)
- 2000 „Less Aesthetics more Ethics“, Teilnehmer der 7. Architecture Biennale di Venezia, Italienisch-Schweizer Pavillon; Kurator: Harm Lux (c) (22)
- 1998 „ARKIPELAG“ Cultural Capital of Europe, Stockholm, Schweden Kurator: David Neuman, in Sektion 2 u. a. mit Miriam Bäckström, Tobias Rehberger, Andrea Zittel, Jason Rhoades, Carsten Nicolai, Chen Zhen, Nari Ward, Sigmar Polke, Helmut Federle(c) (23)
- 1998 „Medialization“, Edsvik Konst Kultur, Sollentuna Schweden und Eesti Kunstimuuseum, Tallinn, Estland; Kurator: Iossif Markowitsch Bakschtein; u. a. mit Frederic Wretman, CM von Hauswolf, Eija-Liisa Ahtila, Eva Koch, Dellbrügge & Moll, Zbigniew Libera, Oleg Kulik, AES, Peter Kogler, IRWIN, Nedkov Solakov, Uri Tzaig, Kendell Geers, Soo-ja Kim, Andres Serrano, (c)
- 1996 „Multimedia Squared“, Lansdowne House, London, England; u. a. mit Arni Gudmundson, Sadachiko Odashima, Cecilia Parsberg, Tom Philips, Colin Self, Ben Vautier, Darrel Viner and Peter Greenaway, Kurator: Robert Conolly (c)
- 1996 „Dialogues“ Atatürk Kültüt Merkezi und Museum Kunstpalast Düsseldorf, Künstler u. a. mit Erdag Aksel, Esra Ersen, Eberhard Bosslet, Felix und Irmel Droese, Ernst Hesse, Julia Lohmann, Osman, Thomas Schütte, Yuji Takeoka, Iskender Yediler, Adem Yilmaz, Paul Pozozza Museum, Kurator: Beral Madra und Ernst Hesse(c)
- 1997 „Arktis – Antarktis“ Kunst- und Ausstellungshalle der Bundesrepublik Deutschland, Bonn, (c) (24) Kurator Stephan Andreae, Arved Fuchs, Sven Lundström,
- 1994 „lovestories“, Haus der Kulturen der Welt, Berlin; u. a. mit Collette, Dirk Sommer, Mercedes Barros. (c)
- 1994 „Body of Gender“, Offenes Kulturhaus Linz, Österreich, u. a. mit Valie Export, Vera Frenkel, Piotr Nathan, Joanna Jones, Ilse Haider(c) (25) Kuratorin: Sigrid Schade
- 1993 „Cardinal Points of Art“, Teilnehmer der 45. Biennale di Venezia, Turkish Pavillon; Kuratorin Beral Madra, Italy (c) (26)
- 1992 „Adam and Eve“, The National Museum of Modern Art Saitama, Japan in the section „Distance“ u. a. mit Man Ray, Marcel Duchamp, Yasumasa Morimura, Robert Longo, Eiko Hosoe, Cindy Sherman, Genieve Cadieux, Jürgen Klauke, Ulay/Abramovic, Jiri Takamatsu, Leiko Ikemura (c) (32)
- 1992 „Sites of Intolerance“, The Institute of Contemporary Art, MoMA PS1, New York, USA ; u. a. mit Gretchen Bender, Peter Fend, Scott Gilliam, Katharina Karrenberg, Catherine Owens, Dara Silverman; (c) (37) Kuratorin: Zdenka Gabulova
- 1991 „Exposition de L'ecole du Magasin“ Centre National d'art Contemporain de Grenoble, Grenoble, Frankreich, u. a. mit Michel Aubry, Perejaume, Andreas Slominski, Richard Venlet, Bernard Voita (2c) (28)
- 1990 „Treibhaus V“, Museum Kunstpalast, Düsseldorf, u. a. mit Annette von der Bey, Ursula Damm, Dag Erik Elgin, Manuel Franke, Till Hohn, Detlef Holtgrewe, Ulrike Holthöfer, Klaus Kehrwald, Susanne Klaner, Bertolt Mohr, Martin Schwenk (c) (27) Kurator: Stefan von Wiese
- 1990 „Color and/or Monochrome“, The National Museum of Modern Art Kyoto, Japan u. a. mit Katharina Fritsch, Leiko Ikemura, Wolfgang Laib, Mark Tansey, Noriyuki Haraguchi. (c) (29)
- 1989 „Stücki I“ Stückfärberei Basel, Schweiz u. a. mit Mario Merz, Ulrich Rückriem, Dieter Roth, Vittorio Messina, DSR, Corsin Fontana, Franka Hörnschemeyer, Sander Doerbecker, Min Tanaka, Frank Kölges (c) Kuratoren: Klaus Littmann und Gabriele Rivet
- 1989 „Sonderausstellung Art Basel“ Art Basel 1989, mit Reiner Ruthenbeck, Franka Hörnschemeyer, Jim Whiting, Vittorio Messina; Kuratoren: Klaus Littmann und Gabriele Rivet
- 1989 „Color and/or Monochrome“, The National Museum of Modern Art Tokyo, Japan ; Kuratoren: Ichikawa, Masanori / Matsumoto, Tohru; u. a. mit Katharina Fritsch, Leiko Ikemura, Wolfgang Laib, Mark Tansey, Noriyuki, Haraguchi.(c)
- 1988 „200-1“ Shakespearehaus Köln, Kurator Adem Yilmaz; mit Guillaume Bijl, Michael Buthe, Bernh. Joh. Blume, Sigmar Polke, Magdalene Jetolova, Adem Yilmaz,Christian Sery,Theo Lambertin, Wolfgang Luy, Peter Mönig, Mic Enneper, Georg Herold, Köln (31)
- 1988 „Sunrise Highway“ John Gibbson Gallery, New York, USA; u. a. mit Cady Noland, Matthew McCaslin, Tom Ward
- 1986 „Standort Düsseldorf“, Kunsthalle Düsseldorf, Düsseldorf, Kuratoren: Jürgen Harten, Marie Luise Syring und Hans-Werner Schmidt; u. a. mit Gereon Lepper, Wilhelm Mundt, Chris Reinecke, Klaus Ritterbusch und Thomas Struth(c) (33)
- 1986 „unausgewogen“, Kölnischer Kunstverein, Köln; kuratiert von Ingo Kümmel; u. a. mit Elisabeth Jappe, Kasper König, Herbert Olderings, Karl Ruhrberg, Manfred Schneckenburger und Dietmar Schneider mit Julius, Guillaume Bijl, Al Hansen, Frank Kölges, Gotthard Graubner.(c) (34)
- 1985 „Klasse Kamp“, Museum Kunstpalast, Düsseldorf (c)
- 1983 „Der letzte Schrei“ Hetjens-Museum/Kunstmuseum Düsseldorf, Kurator: Stefan von Wiese; u. a. mit Joseph Beuys, Abraham David Christian, Bertram Jesdinsky, Meuser, Reiner Ruthenbeck, Halina Jaworski. (c) (35)

## Werke in öffentlichen Sammlungen (Auswahl)
- MAC Contemporary Art Museum Marseille, Frankreich
- Uppsala Konstmuseum, UppsalaSchweden
- The Prefectural Yamaguchi Museum of Art, Yamaguchi, Japan
- CAMK Contemporary Art Museum Kumamoto, Kumamoto, Japan
- The Musashino Library Museum, Tokyo, Japan
- Konstmuseum Uppsala, Schweden
- JDZB Japanisch-Deutsches Zentrum Berlin, Berlin
- Hetjens-Museum, Düsseldorf
- Bagel, Düsseldorf
- Artists Museum Lodz, Polen